# De iure belli ac pacis
De iure belli ac pacis (Over het recht van oorlog en vrede) is een boek van Hugo de Groot uit 1625. In dit boek wordt beschreven wanneer een staat of soeverein vorst het recht heeft om een andere staat of soeverein vorst aan te vallen, en op welke manier dat dient te gebeuren. Het is oorspronkelijk in het Latijn geschreven, zoals in die tijd gebruikelijk was. Hugo de Groot noemde zich dan ook wel Hugo Grotius. De Groot voltooide het werk in Frankrijk nadat hij gevlucht was uit de Republiek.
Het boek is eeuwen als richtlijn aangehouden voor het oorlogsrecht. Dat ook de oorlog aan rechtsregels was gebonden was in de zeventiende eeuw geen nieuwe gedachte. Al lang werd nagedacht over ius ad bellum, de voorwaarden om rechtvaardig de oorlog te verklaren, en ius in bello, de voorwaarden die gelden zodra de oorlog gevoerd wordt. De idee van de rechtvaardige oorlog (bellum iustum) was een Romeins concept dat in de christelijke traditie geïntegreerd werd door Augustinus (354-430) in De civitate Dei (tussen 413 en 426). Met het Decretum Gratiani (1140) van Gratianus werd de rechtvaardige oorlog onderdeel van het canoniek recht. Thomas van Aquino (1225-1274) werkte dit verder uit in Summa Theologiæ (1265). In deze katholieke wereld nam de rechtvaardige oorlog een middenpositie in tussen het christelijk pacifisme enerzijds en de heilige oorlog of bellum sacrum.
Recentere invloeden van De Groot waren de Spaanse Vitoria (De iure belli, 1539) en Ayala (De iure et officiis bellicis et disciplina militari, 1582) en de Italiaanse Gentili (De iure belli, 1598). Zij verschilden van de eerdere doctrine dat slechts de partij die het ius ad bellum had aanspraak kon maken op het ius in bello. Deze partij had het buitrecht, mocht wraak nemen en herstelbetalingen eisen, wat aanzette tot wreedheden. Tegenover dit discriminatoir oorlogsbegrip stelden zij dat voor beide strijdende partijen het ius in bello gold. Daarmee werd een overgang gemaakt van bellum iustum naar bellum licitum, de rechtmatige oorlog, waarbij weer aangesloten werd bij de middeleeuwse riddercode.
De Groot nam de idee van de rechtmatige oorlog over, bij hem plechtige oorlog of bellum solenne.